# Phasia singuliseta
Phasia singuliseta är en tvåvingeart som beskrevs av Sun 2003. Phasia singuliseta ingår i släktet Phasia och familjen parasitflugor. Inga underarter finns listade i Catalogue of Life.